# Capitol Limited (Amtrak)
Ne doit pas être confondu avec Capitol Corridor.
Le Capitol Limited est un train de voyageurs des États-Unis exploité par Amtrak, circulant 1 fois par jour et qui relie Washington D.C à Chicago via Pittsburgh et Cleveland le long d'un itinéraire de 1 260 km.
Ce train a commencé à circuler le 1er octobre 1981 et reprend le nom d'un ancien train de la Baltimore and Ohio Railroad ayant circulé jusqu'à la création d'Amtrak en 1971. Les trains portent les numéros 29 et 30 qui furent ceux d'un ancien train d'Amtrak, le National Limited
Durant l'année 2019, le Capitol Limited a transporté 209 578 passagers soit 4,3% de moins qu'en 2018. Le train a généré un revenu de 18 973 626 au ours de l'année 2016 soit 0,7% de moins qu'en 2015.

## Histoire

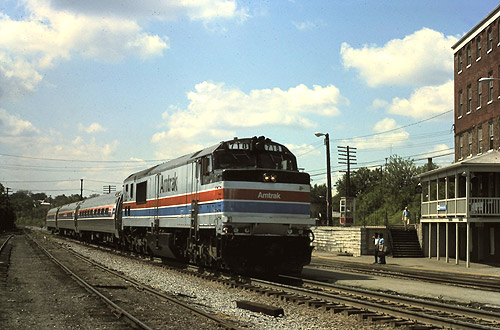
Le Shenandoah à Martinsburg en juin 1977.

Le Capitol Limited est mis en service le 1er octobre 1981 en remplacement du Shenandoah qui reliait jusqu'à cette date Washington D.C à Cincinnati. Ce train reprend le nom d'un ancien train de la Baltimore and Ohio Railroad ainsi que sa route à l'est de Pittsburgh car à  l'ouest, le train est combiné au Broadway Limited, un train reliant Chicago et New York. Ces numéros de circulation 440/441 sont dérivés de ceux du  Broadway limited 40/41. Ce système prit fin lorsque le Broadway limited cessa de rouler en 1995.
Lors de sa création, il fut équipé de voitures de la flotte héritage d'Amtrak qui était du matériel récupéré des anciennes compagnies privées lors de la création d'Amtrak. Ces voitures furent remplacées en 1984 lors de l'arrivée des nouvelles voitures passagers de type Amfleet II. Ce changement occasionnera la suppression de la voiture-restaurant sur la section à l'est de Pittsburgh.
Entre 1984 et 1986 et entre 1991 et 1993, le Capitol Limited transporte plusieurs voitures qui étaient rattachées au Silver Star effectuant la liaison New York-Miami en gare de Washington D.C. Cela permettait de créer une liaison directe entre Chicago et Miami.
À partir du 26 octobre 1986, Amtrak a arrêté de combiner le Broadway Limited et le Capitol Limited à l'ouest de Pittsburgh, ce qui permit au Capitol Limited  de récupérer une voiture-restaurant à l'est de Pittsburgh et de recevoir de nouveaux numéros, le couple 29/30 auparavant utilisé par le National limited.
Le train est réacheminé à partir du 12 novembre 1990 à l'ouest de Alliance, Ohio en raison de la volonté de Conrail d'abandonner l'exploitation d'une partie de la ligne utilisée par le Capitol Limited dans le Nord-Ouest de l'Indiana,.
En octobre 1994, Amtrak relança en grande pompe le train avec de nouvelles voitures Superliner à double niveau.

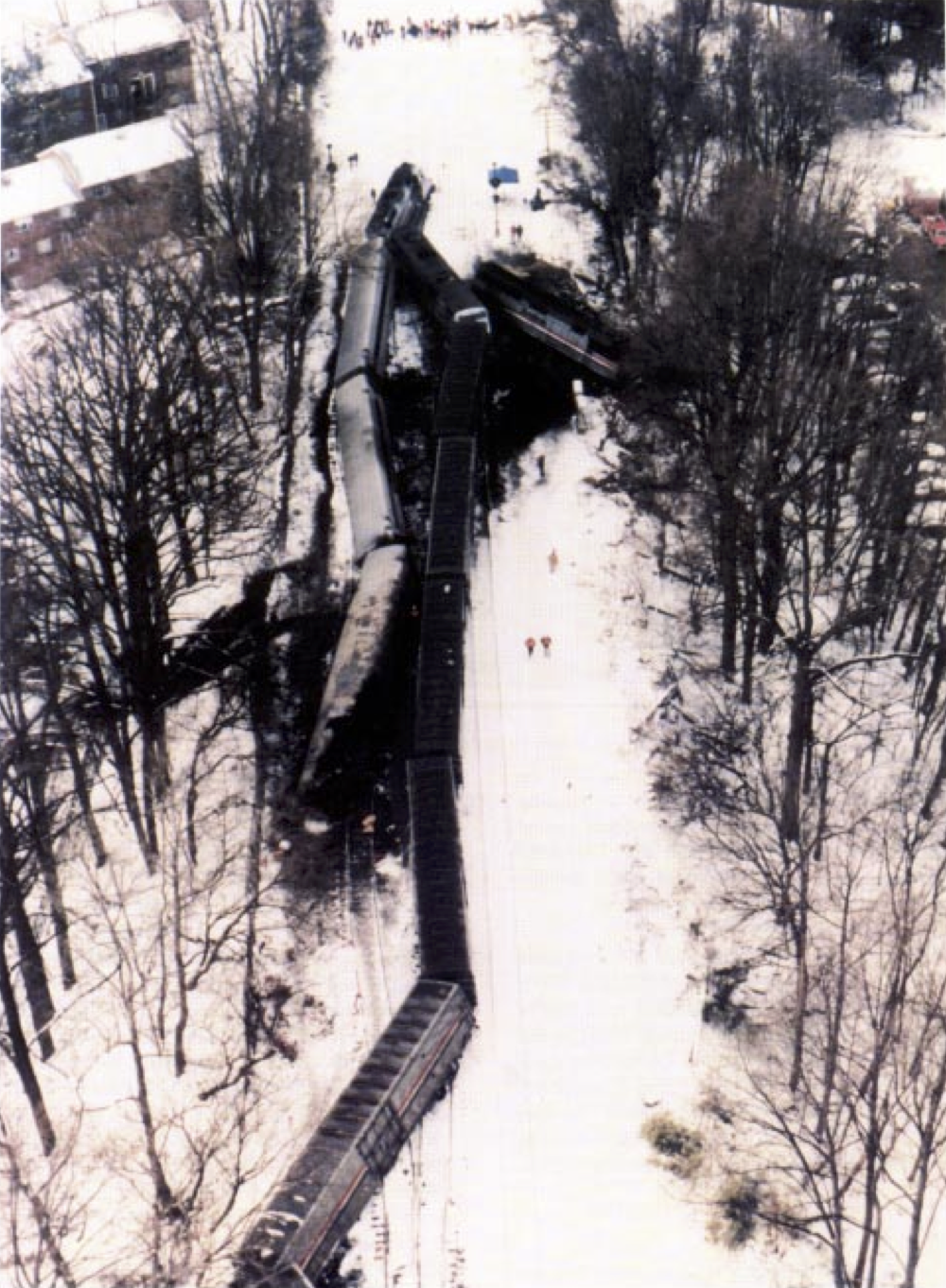
Vue aérienne de la collision entre le Capitol limited et le train de banlieue de la MARC.

Le 16 février 1996, en pleine heure de pointe, un train de banlieue du Maryland Rail Commuter en direction de la gare de Washington Union Station, entre en collision avec le Capitol Limited roulant dans l'autre sens. Le choc survient sur un tronçon de voie enneigé à l'ouest de Silver Spring dans le Maryland. L'accident fait 26 blessés et 11 morts dont les conducteurs des 2 trains,.
Entre 1997 et 1998, Amtrak a exploité le Capitol Limited  en collaboration avec le Southwest Chief (train assurant quotidiennement la liaison entre Chicago et Los Angeles. Les 2 trains utilisaient le même matériel à savoir des voitures de type Superliner, ce qui permettait aux passagers voyageant sur les 2 trains de rester à bord lors de la correspondance à Chicago. Initialement annoncé en 1996, Amtrak prévoyait d'appeler ce train le National Chief et de lui faire porter les numéros 15/16. Ce nom et ces numéros ne furent jamais utilisés et la collaboration cessa en mai 1998,,.
Cet itinéraire a été mentionné parmi 5 autres dans le numéro de juillet 2010 du magazine Trains comme étant ceux où était prévue une amélioration de performance dans les prochaines années. Dans le cadre d'une analyse demandée par le gouvernement fédéral portant sur les trajets longues distances les moins performants, Amtrak a déterminé que l'ajout d'une voiture permettant une connexion avec le Pennsylvanian permettrait une augmentation des possibilités pour les clients et des revenus. Pour réaliser cela, Amtrak avait prévu de faire rouler à l'arrière du Capitol Limited une voiture-lits de type Viewliner, une voiture-bar et deux voitures à sièges inclinables de type Amfleet. Ces voitures seraient détachées en gare de Pittsburgh et rattachées sur le Pennsylvanian. Le service devait débuter en 2011. En janvier 2011, Trains  magazine pointa du doigt plusieurs problèmes : tout d'abord, la circulation dans la même rame de voitures n'ayant pas le même nombre de niveaux (deux pour les voitures Superliner et un pour les voitures Viewliner et Amfleet) nécessitait de réorganiser l'organisation du train, car il est impossible de passer d'une voiture à un niveau à une voiture à deux niveaux. Pour cela il faudrait que la voiture Transition sleeper habituellement positionnée juste derrière la voiture à bagages (habituellement seule voiture à niveau qui est positionnée juste derrière les locomotives) soit placée plus à l'arrière avec la voiture à bagages pour permettre une inter-connectivité entre toutes les voitures du train. Ensuite, une escale de huit heures à Pittsburgh le dimanche en raison du départ du Pennsylvanian à 13H20 (Problème réglée depuis). Et enfin un manque de voitures Viewliner (La livraison de la version II ayant été retardée de plusieurs années).
En novembre 2014, Amtrak a déposé une plainte devant le Surface Transportation Board contre CSX Transportation et Norfolk Southern en raison des retards très importants sur le Capitol Limited dus à des interférences avec les trains de marchandises alors que les trains de voyageurs sont prioritaires sur ces derniers aux États-Unis.
Le 19 avil 2018, Amtrak a annoncé qu'il cesserait de proposer des repas complets cuisinés à bord à partir du 1er juin de la même année. À la place de ces plats chauds, les passagers voyageant en voiture-lits recevraient  une sélection de plats principalement froids, préemballés avec le reste du repas dans une boîte en carton et servis dans la voiture-salon. En janvier 2019, Amtrak a élargi son offre en rajoutant des plats chauds pour le déjeuner et dîner ainsi que plusieurs options pour le petit déjeuner.

## Anciens arrêts
L' itinéraire original de Capitol Limited à l'ouest de Pittsburgh comprenait des arrêts dans l'Ohio à Canton, Crestline et Lima. Dans l'Indiana le Capitol Limited s'arrêtait à Fort Wayne , Valparaiso et Gary. Amtrak a abandonné la desserte Gary le 28 avril 1985. Le 27 avril 1986, Amtrak a ajouté un arrêt à Warsaw, située entre Fort Wayne , Valparaiso. Toutes ces villes ont perdu la desserte lorsqu'Amtrak a réacheminé le nord de Capitol Limited  via un itinéraire passant par Toledo le 11 novembre 1990. Pendant un an, une connexion d'autobus dédiée a été offerte entre Fort Wayne et Waterloo
Entre le 2 mars 1982 et le 7 avril 1991, le Capitol Limited marquait un arrêt à McKeesport en Pennsylvanie au sud-est de Pittsburgh. À cette époque, l'autorité portuaire du comté d'Allegheny exploitait un train de banlieue nommé le PATrain entre McKeesport et Pittsburgh. L'administration portuaire a mis fin au service en 1989, invoquant une faible fréquentation. Amtrak a fait de même 2 an plus tard notant qu'en moyenne un passager est monté à McKeesport par voyage durant les derniers mois de service,. La gare est devenue un terminal de bus.

## Itinéraire
Le Capitol Limited circule tous les jours pour un voyage qui dure 18 heures. Les trains en direction de Chicago quittent Washington D.C en milieu d'après midi pour arriver à Chicago le lendemain matin. Dans l'autre sens, les trains quittent Chicago en début de soirée pour arriver à Washington D.C le lendemain dans l'après-midi.
Entre Washington D.C et Pittsburgh, le Capitol Limited suit principalement la route historique de la Baltimore and Ohio Railroad le long des vallées fluviales entourées de pentes abruptes du Potomac, du Youghiogheny et du Monongahela. Des sentiers ferroviaires sont parallèles à cet itinéraire. À partir de l'Ohio la route de vient plus rectiligne et longe 2 grands lacs : le lac Érié et le lac Michigan.

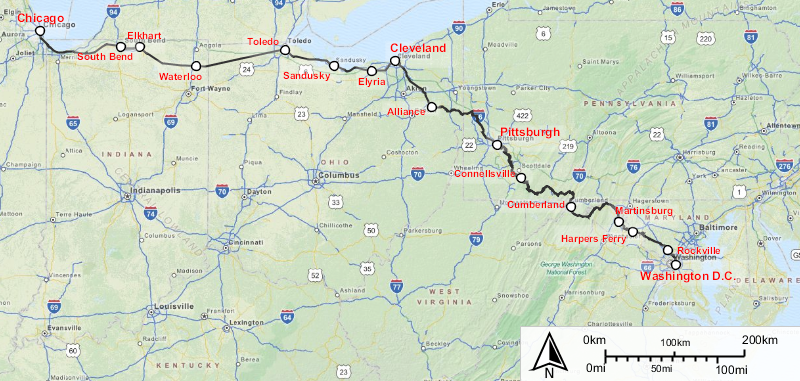
Carte du Capitol Limited

## Équipement

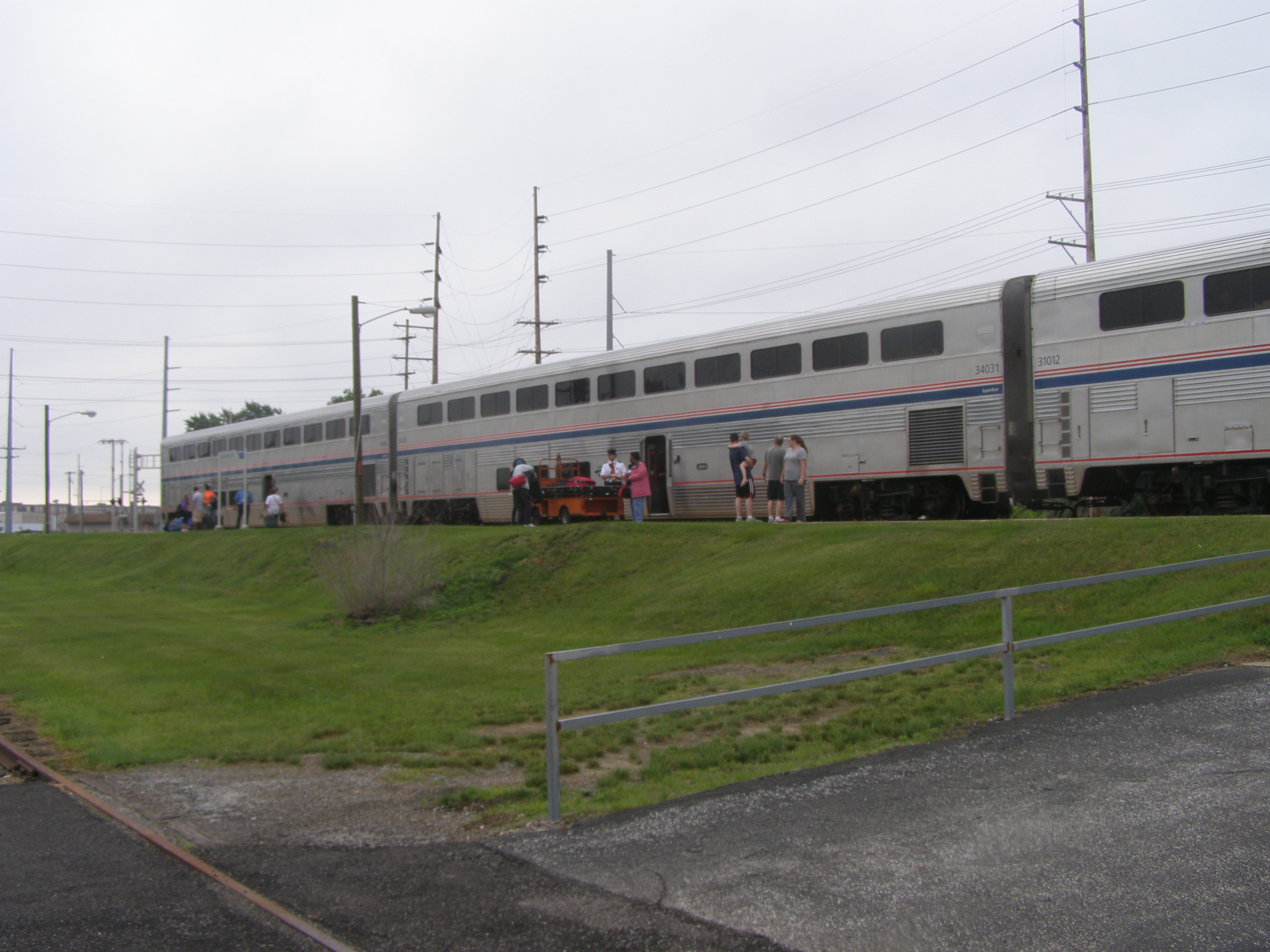
Les voitures Superliner du Capitol limited en gare de South Bend

La Capitol Limited utilise des équipements Superliner . Depuis juillet 2018, un train type comprend:
- 2 locomotives GE P40DC ou P42DC
- 1 fourgon à bagages Viewliner II
- 1 voiture-lits réservée permettant de faire la transition entre le fourgon à bagages (1 niveau ) et le reste du train (2 niveaux). Cette voiture de type Superliner  est appelée Transition Sleeper
- 2 voitures-lits de type Superliner
- 1 voiture-restaurant de type Superliner
- 1 voiture-salon de type Superliner
- 3 voitures sièges inclinables de type Superliner (dont au moins une est dotée d'une partie inférieure réservée aux bagages)

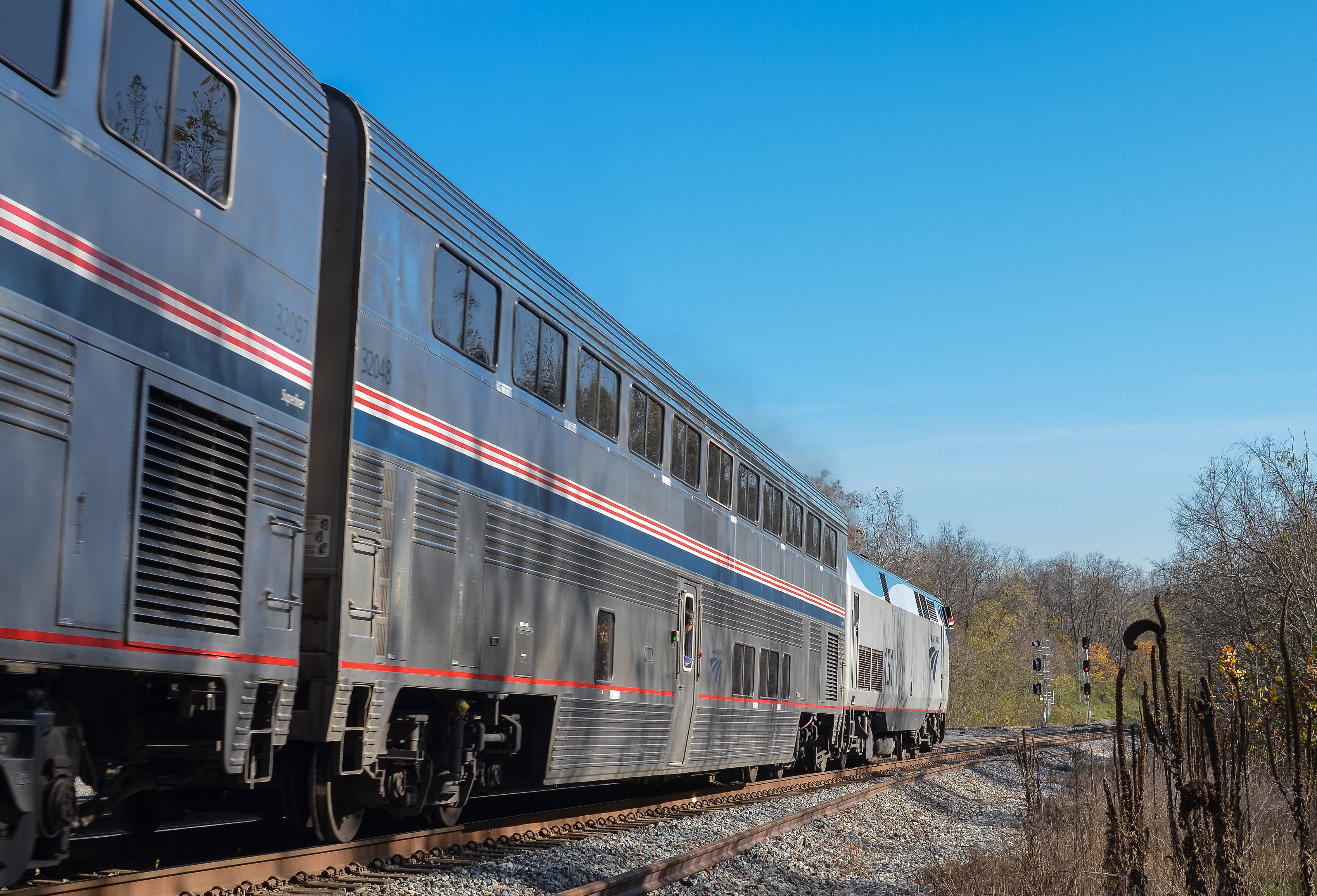
Un train Capitol limited en 2014 sans fourgon à bagages derrière les locomotives

À la fin de 2014, à cause des retards dus à des interférences répétées  avec des trains de marchandises entrainant des pénuries d'équipement, Amtrak a modifié le train afin de créer une quatrième rame qui comprenait 2 voitures-lits, 2 voitures sièges inclinables ainsi qu'une voiture salon-salle à manger. Ce rame entraînait la suppression du fourgon à bagages, de la voiture-salon, d'une voiture-lits et de la voiture Transition Sleeper. Des plaintes ont cependant forcé Amtrak à revenir en arrière.